# Иванкова (Ивано-Франковская область)
Иванкова (укр. Іванкова) — село в Верхнянской сельской общине Калушского района Ивано-Франковской области Украины.
Население по переписи 2001 года составляло 108 человек. Занимает площадь 1,84 км². Почтовый индекс — 77324. Телефонный код — 03472.